# Miniera di Benxihu
La miniera di Benxihu (本溪湖煤矿; 本溪湖煤礦) era una miniera di carbone a Benxi, nella provincia cinese di Liaoning, i cui giacimenti vennero sfruttati a partire dal 1905. In origine faceva parte di un progetto di estrazione di ferro e carbone sotto il controllo congiunto dei governi giapponese e cinese, ma in seguito la miniera finì quasi completamente sotto il controllo giapponese. All'inizio degli anni '30, il Giappone invase il nord-est della Cina e la provincia di Liaoning divenne parte dello stato fantoccio del Manciukuò, controllato dai nipponici. Durante la seconda guerra sino-giapponese, i giapponesi costrinsero i lavoratori cinesi, alcuni dei quali erano stati catturati dalle organizzazioni militari locali, a lavorare nella miniera in condizioni pessime. Il cibo scarseggiava e i lavoratori non avevano vestiti a sufficienza per coprirsi. Le condizioni di lavoro erano dure e malattie come il tifo e il colera dilagavano a causa delle scarse condizioni igieniche e della carenza di scorte di acqua potabile. In genere i minatori lavoravano in turni di 12 ore o più. Gli sfruttatori giapponesi erano noti per picchiare i lavoratori con i manici di piccone; il perimetro della miniera era recintato e sorvegliato. Molti descrissero le condizioni di lavoro nella miniera come una schiavitù a tutti gli effetti.

## Catastrofe del 1942
Il 26 aprile 1942, un'esplosione di gas e polvere di carbone (probabilmente grisù) nei cunicoli della miniera provocò un incendio nell'area del pozzo di ingresso. I parenti dei minatori, allarmati, accorsero sul posto, ma l'accesso alla miniera fu impedito da un cordone di guardie giapponesi, che eressero sul momento recinzioni elettrificate per tenerli lontani. Nel tentativo di contenere l'incendio sotterraneo, i giapponesi chiusero i condotti di aerazione e sigillarono la bocca del pozzo. Testimoni affermano che i gestori della miniera non avevano evacuato completamente il pozzo prima di sigillarlo; di conseguenza molti lavoratori cinesi vennero intrappolati nei condotti sotterranei e morirono soffocati per le esalazioni del monossido di carbonio formatosi durante il processo di combustione.
Agli operai accorsi sul luogo della tragedia ci vollero dieci giorni per rimuovere tutti i cadaveri e le macerie dal pozzo. Le salme recuperate furono sepolte in una fossa comune nelle vicinanze. Per molte vittime non fu possibile procedere all'identificazione, poiché presentavano ustioni tanto estese da averli resi irriconoscibili.

## Bilancio delle vittime
Le autorità giapponesi cercarono di minimizzare la portata dell'evento: inizialmente, infatti, riportarono un bilancio di appena 34 vittime. I primi resoconti giornalistici furono brevi (di appena 40 parole circa) e parlarono della catastrofe come di un evento di minore entità. e minimizzarono la portata del disastro, definendolo un evento di minore entità.
Nel monumento commemorativo eretto in seguito dal governo giapponese in prossimità del luogo del disastro, il numero totale di morti indicato è 1 327. La maggior parte delle fonti odierne, però, sono concordi nel ritenere 1 549 il bilancio reale delle vittime (ben 1 518 di nazionalità cinese, le restanti 31 di nazionalità giapponese); ciò sarebbe pari al 34% del personale, tra minatori e controllori, che quel giorno stavano lavorando nella struttura sotterranea. Si tratterebbe, in tal caso, del più grave incidente minerario della storia e del secondo incidente industriale più grave di sempre, dopo il cedimento della diga di Banqiao nel 1975, anch'esso avvenuto in Cina, dovuto al passaggio del tifone Nina.

## Conseguenze
I giapponesi mantennero il controllo della miniera e lo sfruttamento dei suoi giacimenti fino al termine della seconda guerra mondiale nel 1945, quando l'esercito nipponico venne sconfitto e fu costretto a una ritirata dalla Cina; la gestione della miniera passò quindi a personale cinese. Qualche tempo dopo, un'indagine del governo sovietico permise di concludere che la maggior parte dei decessi non era da attribuire direttamente all'esplosione di gas e grisù, bensì all'avvelenamento di massa a opera del monossido di carbonio causato dalla chiusura dei condotti di aerazione e del pozzo principale di ingresso e uscita dalla miniera, azioni improvvidamente attuate dai supervisori giapponesi nel tentativo di contenere l'incendio scaturito dall'esplosione iniziale.